# Клочков Юрій В'ячеславович
Юрій В'ячеславович Клочков (рос. Юрий Вячеславович Клочков; нар. 3 жовтня 1998, Слов'янськ-на-Кубані, Краснодарський край, Росія) — російський футболіст, півзахисник білоруського клубу «Дніпро-Могильов».

## Життєпис
Футбольну кар'єру розпочинав в аматорських колективах «Нива» (Слов'янський район) та «Спартак» (Раєвська). На професіональному рівні розпочинав грати в «Чорноморці», у футболці якого дебютував 16 липня 2019 року в поєдинку Другого дивізіону Росії проти СКА (Ростов-на-Дону). У футболці «моряків» у першості Росії зіграв 9 матчів та відзначився 1-м голом. Потім виступав за фейковий клуб «Фаворит-ВД-Кафа» (Феодосія) у чемпіонаті окупованого Криму. Наприкінці лютого 2021 року уклав контракт із білоруським клубом вищої ліги «Слуцьк». Дебютував 14 березня у матчі проти БАТЕ (0:3) — на 79-й хвилині замінив Дениса Образова.
У лютому 2022 року перейшов у «Дніпро-Могильов». Дебютував за команду 7 березня 2022 року у Кубку Білорусі проти гродненського «Німану». Також 13 березня 2022 року зіграв у кубковому матчі-відповіді, де суперники виграли за сумою 2 матчів з рахунком 3:0. У Вищій лізі за клуб дебютував 20 березня 2022 року в поєдинку проти «Білшини». Першим голом за могильовський клуб відзначився 6 серпня 2022 року на 90-й хвилині переможного (4:3) домашнього поєдинку 16-го туру Вищої ліги проти «Білшини».

## Титули і досягнення
- Володар Кубка Білорусі (1):

Німан: 2024/25